# The Warning (filme de 1927)
The Warning é um filme de drama mudo produzido nos Estados Unidos, dirigido por George B. Seitz e lançado em 1927. Um filme sobrevivente.